# Mikey Madison
Mikaela Madison Rosberg (* 25. března 1999 Los Angeles, Kalifornie, USA), známá jako Mikey Madison, je americká herečka, známá z filmů Tenkrát v Hollywoodu (2019) a Vřískot (2022). Za ztvárnění titulní role ve filmu Anora (2024) obdržela několik ocenění, včetně Oscara a ceny BAFTA.

## Dětství
Narodila se v Los Angeles v Kalifornii. Oba její rodiče jsou psychologové. Má čtyři sourozence, z toho dva bratry, přičemž jeden z nich je její dvojče, a dvě sestry. Má židovské kořeny. Původně se věnovala soutěžní jízdě na koni, ale ve čtrnácti letech přešla k herectví.

## Kariéra
Jako herečka debutovala v roce 2013 v krátkometrážních filmech Retirement a Pani's Box. V roce 2014 si zahrála v dalším krátkém filmu Bound for Greatness a natočila svůj první celovečerní film Liza, Liza, Skies Are Grey, který byl vydán až v roce 2017.
V roce 2016 získala hlavní roli v komediálně-dramatickém seriálu Bude líp, který běžel až do roku 2022. V roce 2018 se objevila ve filmech Monster a Nostalgie.
Mezinárodní uznání si získala v roce 2019 rolí Susan Atkinsové, členky Mansonovy rodiny, ve filmu Quentina Tarantina Tenkrát v Hollywoodu, který byl komerčně úspěšný. V roce 2022 hrála postavu Amber Freemanové ve filmu Vřískot, pátém dílu této hororové série.
V roce 2024 ztvárnila vedlejší roli v minisérii Ženy v jezeře a titulní roli ve filmu Anora, který režíroval Sean Baker. Film měl premiéru na Filmovém festivalu v Cannes, kde získal nejvyšší ocenění Zlatou palmu a stal se komerčně úspěšným s tržbami přes 40 milionů dolarů. Později byl také oceněn Oscarem za nejlepší film. Madisonová za tuto roli získala Oscara a cenu BAFTA za nejlepší herečku v hlavní roli a obdržela také nominace na Zlatý glóbus, cenu Screen Actors Guild nebo Critics' Choice Movie Awards ve stejné kategorii.